# دينامو برست
نادي دينامو برست لكرة القدم (بالبيلاروسية: Футбольны клуб Дынама-Брэст) نادي كرة قدم بيلاروسي يلعب في الدوري البيلاروسي الممتاز. تم تأسيس النادي في عام 1960.

## روابط خارجية
- FC Dinamo Brest